# Harefield (Hampshire)
Harefield – dzielnica miasta Southampton, w Anglii, w Hampshire, w dystrykcie (unitary authority) Southampton. W 2011 osada liczyła 14 035 mieszkańców.